# Saint-Georges-de-la-Couée
Pour les articles homonymes, voir Saint-Georges, Saint Georges (homonymie) et Georges.
Saint-Georges-de-la-Couée est une commune française, située dans le département de la Sarthe en région Pays de la Loire, peuplée de 171 habitants.
La commune fait partie de la province historique du Maine, et se situe dans le Haut-Maine.

## Géographie
Saint-Georges-de-la-Couée est un village sarthois situé à 40 km au sud-est du Mans, dans le canton du Grand-Lucé.

### Communes limitrophes
|              | Montreuil-le-Henri        | Sainte-Osmane   |
| Courdemanche | Saint-Georges-de-la-Couée | Ruillé-sur-Loir |
|              | Ruillé-sur-Loir           |                 |

### Climat
Pour des articles plus généraux, voir Climat des Pays de la Loire et Climat de la Sarthe.
En 2010, le climat de la commune est de type climat océanique dégradé des plaines du Centre et du Nord, selon une étude du CNRS s'appuyant sur une série de données couvrant la période 1971-2000. En 2020, Météo-France publie une typologie des climats de la France métropolitaine dans laquelle la commune est exposée à un climat océanique altéré et est dans la région climatique  Moyenne vallée de la Loire, caractérisée par une bonne insolation (1 850 h/an) et un été peu pluvieux. 
Pour la période 1971-2000, la température annuelle moyenne est de 10,7 °C, avec une amplitude thermique annuelle de 14,5 °C. Le cumul annuel moyen de précipitations est de 782 mm, avec 11,6 jours de précipitations en janvier et 7,3 jours en juillet. Pour la période 1991-2020, la température moyenne annuelle observée sur la station météorologique de Météo-France la plus proche, sur la commune du Luart à 25 km à vol d'oiseau, est de 12,0 °C et le cumul annuel moyen de précipitations est de 686,4 mm,. Pour l'avenir, les paramètres climatiques de la commune estimés pour 2050 selon différents scénarios d'émission de gaz à effet de serre sont consultables sur un site dédié publié par Météo-France en novembre 2022.

## Urbanisme

### Typologie
Au 1er janvier 2024, Saint-Georges-de-la-Couée est catégorisée commune rurale à habitat très dispersé, selon la nouvelle grille communale de densité à sept niveaux définie par l'Insee en 2022.
Elle est située hors unité urbaine et hors attraction des villes,.

### Occupation des sols
L'occupation des sols de la commune, telle qu'elle ressort de la base de données européenne d’occupation biophysique des sols Corine Land Cover (CLC), est marquée par l'importance des territoires agricoles (92,9 % en 2018), une proportion identique à celle de 1990 (92,9 %). La répartition détaillée en 2018 est la suivante : 
terres arables (40 %), prairies (39,8 %), zones agricoles hétérogènes (13 %), forêts (7,1 %). L'évolution de l’occupation des sols de la commune et de ses infrastructures peut être observée sur les différentes représentations cartographiques du territoire : la carte de Cassini (XVIIIe siècle), la carte d'état-major (1820-1866) et les cartes ou photos aériennes de l'IGN pour la période actuelle (1950 à aujourd'hui).

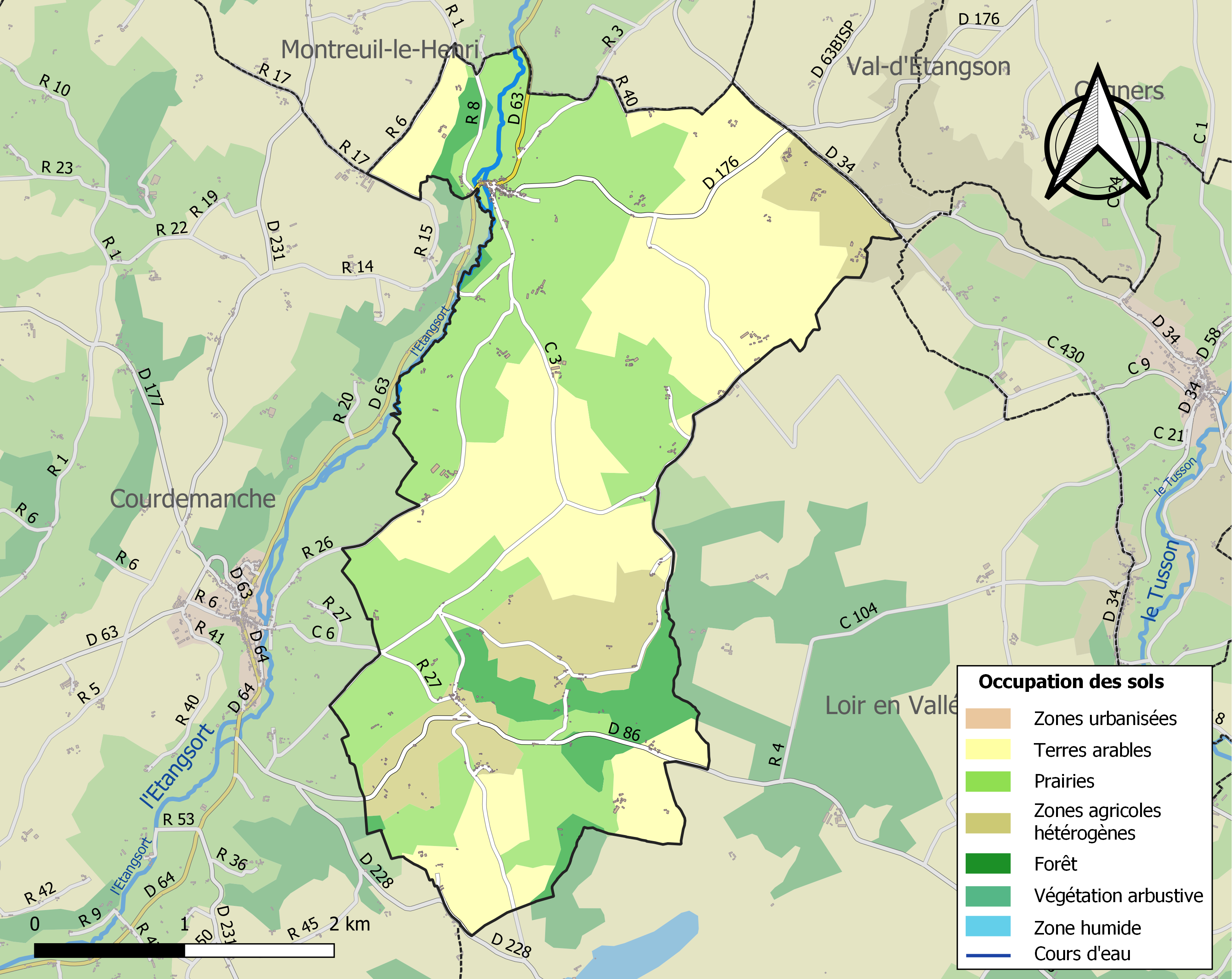
Carte des infrastructures et de l'occupation des sols de la commune en 2018 (CLC).

## Histoire

### Les origines
Les textes anciens permettent de tracer l’histoire de Saint-Georges-de-la-Couée depuis l’époque de l’antique villa mérovingienne Sabonarias sise au pays du Mans, dans la région du Labricin (Lavardin).
Pour autant, des traces de civilisations plus anciennes attestent de la présence humaine du temps des Celtes et à l’époque gallo-romaine : présence d’une voie romaine au nord de la commune, appelée via Saturniacensis ou chemin ferré, de fondations d’une villa gallo-romaine près d’une fontaine d’eau vive, des restes d’une forge près de la voie romaine et découverte en 1832 de nombreuses pièces aux effigies des empereurs gaulois du IIIe siècle, Gallien, Posthume, Tetricus, etc. Ce trésor, qui était enfoui sous terre à la Davillière dans le bourg de Saint-Georges, contenait plus de 13 000 de ces médailles enfermées dans des pots en terre.
Des textes permettent de remonter l’histoire de la commune depuis le IVe siècle :
- Saint-Liboire, évêque du Mans de 348 à 397, consacra une église sur le territoire de la villa Sabonarias : elle pourrait avoir eu rang d’église paroissiale et elle était taxée de deux livres d’huile et une de cire[16] ;
- Saint-Bertrand, évêque de 587 à 623, céda par testament en 616 les bénéfices des terres de la Villa Sabonarias à l'abbaye Saint-Pierre-et-Saint-Paul du Mans, en particulier des vignes qu’il possédait en ce lieu[17] ;
- Atiglibert, évêque du Mans de 670 à 705, donne à l'abbaye de Saint-Calais créée par les Cénobites, une partie des terres de la villa Sabonarias[18] ;
- C’est sur ces terres que saint Siviard, abbé de Saint-Calais, créa au VIIe siècle un petit monastère ou prieuré[18] ; une chapelle, localisée non loin de l’actuelle chapelle Saint-Fraimbault, fut construite par les moines de l’abbaye de Saint-Calais pour abriter les reliques de saint Siviard[19] ;
- Mérolle, évêque du Mans de 772 à 785, fait un échange de terres avec l’abbaye de Saint-Calais ; le prieuré de Saint-Siviard devient pleine propriété de l'abbaye de Saint-Calais, acte officialisé par un édit de Charlemagne de 774[20] ;
- Saint-Aldric, évêque du Mans de 832 à 856, encouragea les colons à venir s’installer dans le Maine. Dans ce cadre, il créa une mansion[Note 3] à la villa Sabonarias, construisit des maisons et des étables, fit don de troupeaux et légua par testament en 832 des ressources au monastère de Saint-Siviard[21].

Sabonarias vient du latin sapo (savon) et signifie "lieux où l'on fabrique le savon", traduit en français par Savonnières. On retrouve le nom de cette villa sous la forme de Sabonarensae en 616, Savonerolas ou Savonariis au IXe siècle. Cette fabrique de savon était installée au bord du ruisseau la Savonnière, sur l’actuel hameau de Saint-Fraimbault, dans la vallée des Gabrones (du breton ancien gabr et du celte gabras, qui veulent dire chèvre). Le savon, une invention des celtes, était principalement fabriqué avec du bois de hêtre et du suif de chèvre.
À la fin du première millénaire, les Normands et les Bretons ravagèrent le pays et ruinèrent tous les édifices.
Quand l’heure de la reconstruction sonna au début du XIe siècle, les terres de la villa Sabonarias furent petit à petit divisées en de nombreux fiefs dont :
- Saint-Georges-de-la-Couée qui relevait de Château-du-Loir ;
- Saint-Sénard (nom dérivé de Saint-Siviard), fief situé sur le territoire de l’actuel hameau de Saint-Fraimbault et dépendant du comté de Vendôme ;
- Saint-Siviard, ses dépendances et au moins une métairie qui appartenaient à l’abbaye de Saint-Calais ;
- plusieurs autres fiefs ou parties de fief comme Aigrefin qui relevait du Mans, la Richardière qui dépendait de Montreuil-le-Henri, la Guinandière, la Verronière, le Peray…

### Toponymie
On retrouve dans les textes anciens plusieurs déclinaisons du nom de Saint-Georges-de-la-Couée : Sanctus Georgius a Laqueo Caudato, Sancti-Georgii de Lacu, Sanctus Georgius ab aquis, qui ont donné au cours du temps et des déformations du langage parlé : Saint-Georges-de-Lacq-Couée, Saint-Georges-de-Lacoué, Saint-Georges-de-Laquoué…
Plusieurs théories ont été émises sur l’origine du nom de Saint-Georges-de-la-Couée. Il est possible que le nom primitif de Sanctus Georgius a Laqueo Caudato fasse référence à un document officiel très ancien (diplôme, charte…) authentifié par des sceaux accrochés à des lacs ou lacets (Laqueo) et des bandes de parchemin qu’on appelaient des queues (Caudato). La queue, tout comme Laqueo, a pu au cours des temps se transformer dans le patois local en « la Couée ».
Les autres déclinaisons trouvées dans les documents anciens font référence à « l’eau » (Lacu, Aquis…), justifiée par la présence de nombreuses sources et fontaines sur la commune. À noter que l’on trouve également le nom de Saint-Georges-de-Clermont au XVIe siècle, du nom des seigneurs des lieux (Sanctus Georgius à Clarmontano), mais ce nom n’a pas perduré.

#### Moyen Âge
Vers 1038, Gervais, seigneur de Château-du-Loir et évêque du Mans, crée à des fins défensives le castrum Luciaci, qui deviendra Lucé. Le fief de Saint-Georges est alors administré par le délégué de Gervais à Lucé, le chevalier Hubaud de Lucé. Vers 1100, son fils, Thibaud de Lucé, fit don à l’église de la dîme tirée d’une terre nommée « Mons Boeria », probablement le lieu appelé « la Boirie » situé sur les hauteurs du bourg de Saint-Georges-de-la-Couée.
En 1386, Louis de Clermont, seigneur de Gallerande, fait aveu et hommage simple au seigneur de Lucé, Brisegaud de Coësmes, pour le fief de Saint-Georges. Jeanne de Boirot, son épouse, lui a amené en dot le fief de Saint-Georges, fief qui sera administré par la famille de Clermont jusqu’en 1650. Au tout début du XVe siècle, les seigneurs de Saint-Georges font construire un manoir sur les hauts du village, actuellement la Davilière, qui deviendra leur centre administratif (recette, justice…).
En 1539, la seigneurie de Lucé est érigée en baronnie par François Ier. C’est à la même période que René de Clermont, baron de Rupt, second fils de René Ier, devient le premier d’une lignée des seigneurs de Saint-Georges. Son frère aîné Louis, sera à l’origine de la lignée des Clermont d’Amboise. Entre-temps, René Ier a fait ériger un nouveau manoir au nord de l’église. Il est  constitué d’une maison à quatre pièces, d’une boulangerie avec four banal et de deux écuries. En outre, les seigneurs de Saint-Georges possèdent un moulin banal sur la rivière de l’Etangsort, un pressoir et une meule à pommes à la Boirie et touchent les revenus de six métairies et de diverses pièces de terre, verger et vignes.
Les seigneurs de Saint-Georges-de-la-Couée issus de la famille de Clermont Gallerande furent successivement :
- René de Clermont, seigneur de Saint-Georges (? - 1540), marié à Philiberte de Goux qui amena en dot la baronnie de Rupt et les terres de Delain en Franche-Comté ;
- Thomas de Clermont, seigneur de Saint-Georges (1517 - 1595), marié en 1581 à Jeanne de Périers ;
- Hardouin de Clermont, seigneur de Saint-Georges (? - 1633), marié en 1598 à Jeanne de Harlay qui amena en dot le marquisat de Montglas en Seine-et-Marne ;
- Victor de Clermont seigneur de Saint-Georges (? - 1655), non marié et sans descendant.

#### Ancien régime
Au XVIe siècle, de 1540 à 1576, de grands travaux sont réalisés à l’église avec la construction d’une chapelle à deux travées de style Renaissance. Si chaque paroissien participa financièrement à cette construction, le seigneur de Saint-Georges et sa famille furent les plus grands donateurs tant en argent qu’en bois de chêne pour les charpentes.
Pendant les troubles des guerres de religion, Thomas de Clermont dû donner de sa personne pour sauvegarder le village des exactions de bandes armées. Alors que le village s’était déclaré contre la ligue et pour le roi Henri IV, le 15 novembre 1590, il fut mis à rançon par le capitaine André détaché avec sa compagnie du corps d’armée que commandait sous les murs de Lavardin le prince de Conti. Le seigneur de Saint-Georges alla à la rencontre du prince pour le supplier d’épargner le village. Conti donna l’ordre au capitaine André de quitter la paroisse, comme « n’étant pas de bonne prise ». Pour autant, fidèle à ses méthodes, le capitaine força les habitants à lui fournir des vivres avant son départ.
Victor, le dernier Clermont seigneur de Saint-Georges n’ayant pas de descendant, le fief est vendu vers 1650 à Gilles le Forestier de Bonpart, seigneur de la Chesnuère, château situé près de Ruillé-sur-Loir. La Chesnuère faisait aveu directement au comte de Vendôme mais pour autant, il semble que le fief de Saint-Georges ait continué de relever de la coutume du Maine au moins jusqu’au milieu du XVIIIe siècle. En 1675, François Michel Le Tellier, marquis de Louvois, époux de Jeanne Souvré qui lui a apporté en dot le marquisat de Courtanvaux, achète le château de la Chesnuère pour 88 000 livres. Le dernier seigneur de Saint-Georges sera Pierre de Montesquiou Fezensac, époux de Louise-Charlotte-Françoise le Tellier.

### Chapelle de Saint-Siviard, monastère et métairie
C’est sur les terres de la villa Sabonarias données par l’évêque du Mans Atiglibert à l’abbaye de Saint-Calais, que Saint-Siviard construisit un petit monastère au VIIe siècle. Pour autant, la possession de ces terres sera contestée par les successeurs de l’évêque et il faut un édit de Charlemagne en 774 pour que le monastère et des fermes situées à proximité entrent définitivement dans les biens de l’abbaye de Saint-Calais. L’abbaye perçoit une partie de la dîme rattachée à la chapelle et prélève sa part sur les cinq fêtes principales de l’année. Un document atteste qu’en 1398, l’abbaye avait le droit de simple justice sur Saint-Siviard.
À la fin du XVIIe siècle, les religieux se désintéressèrent de Saint-Siviard et l’ensemble tombe peu à peu en ruine. Pour autant, l’abbaye continua de toucher les revenus d’une métairie proche inscrite au rôle de leur mense curiale (au lieu-dit actuel « la Métairie aux Moines » à Saint-Fraimbault), et ceci apparemment jusqu’à la Révolution.

### Fief de Saint-Sénard
Le fief de Saint-Sénard, créé sur les terres données par l’évêque du Mans à l’abbaye de Saint-Calais au VIIIe siècle, a apparemment toujours fait partie du comté de Vendôme. En 1297, le seigneur de Saint-Sénard était un certain Philippe de Pioys.
Au XVIe siècle, le fief appartenait à la famille de Maillé, seigneurs de Ruillé ; les armes de la famille de Maillé sont sculptées sur le fronton du porche d’entrée de la chapelle de Saint-Fraimbault. Puis différents propriétaires vassaux de Ruillé se succèdent : Jean Richer, François le Texier et Philippe de la Folie. La famille de Berziau, propriétaire du petit Bénéhart et seigneurs de la Chesnuère, achète le fief de Saint-Sénard en 1605. En 1643, Gilles le Forestier de Bonpart rachète de château de la Chesnuère et devient propriétaire du fief de Saint-Sénard.
En 1675, le marquis de Louvois achète le château de la Chesnuère et le fief de Saint-Sénard entre dans les possessions du marquisat de Courtanvaux dont le château est situé à Bessé-sur-Braye.

### Époque moderne
À la Révolution, les fiefs de Saint-Georges et de Saint-Fraimbault (anciennement Saint-Sénart), les terres de Saint-Siviard et quelques fiefs alentour ou parties de fiefs, comme une partie d’Aigrefin et de la Guinandière, sont réunis pour former la commune de Saint-Georges-de-la-Couée. Le 7 février 1790 a lieu dans église une assemblée qui va élire le premier maire de la commune. Après avoir suivi la grand messe, les citoyens « actifs », seuls autorisés à participer à l’élection, choisissent Michel David comme maire, assisté des officiers municipaux Boulay, Delafresnaye, Loyzeau, Chevereau et Pasquier. Viendront deux jours après, l’élection du procureur de la commune, Jacques Goullet, et des 12 notables qui formeront le conseil municipal.
En 1871, des combats ont lieu sur la route allant de Vancé à Montreuil-le-Henri, sur les hauteurs de Saint-Georges, entre des unités de l’armée de la Loire et les Prussiens. Le comte Frédéric Édouard de Roquefeuil, capitaine au 4e régiment de dragons de marche, périra lors des affrontements. Ses obsèques ont eu lieu dans l’église paroissiale du village.
La Première Guerre mondiale verra vingt-huit enfants de la commune tomber au champ d’honneur. La Seconde Guerre mondiale causera la mort de cinq habitants du village. Certains villageois se battirent au sein des maquis de Bercé et de la Chesnuère.
Le 3 février 2003, Yad Vashem a décerné à Lucie et Georges Hertaux, de Saint-Fraimbault, le titre de Juste des Nations pour avoir accueilli et protégé une famille juive pendant la guerre.

## Politique et administration
| Période                                  | Période       | Identité               | Étiquette | Qualité              |
| ---------------------------------------- | ------------- | ---------------------- | --------- | -------------------- |
| 7 février 1790                           | 1790          | Michel David           |           |                      |
| 1790                                     | 1792          | Jacques de la Fresnaie |           |                      |
| 1792                                     | An III (1795) | Julien Joubert         |           |                      |
| An III (1795)                            | An IV (1796)  | Michel David           |           |                      |
| An IV                                    | An VIII       | Néant                  |           |                      |
| An VIII (1798)                           | 1815          | Louis Vallin           |           |                      |
| 1815                                     | 1830          | Mathurin Morineau      |           |                      |
| 1830                                     | 1857          | Johachim Haudebourg    |           |                      |
| 1857                                     | 1862          | Isidore Doron          |           |                      |
| 1862                                     | 1865          | François Courteville   |           |                      |
| 1865                                     | 1878          | Jacques Mary           |           |                      |
| 1878                                     | 1885          | Joseph Corneille       |           |                      |
| 1885                                     | 1888          | Henri Duthier          |           |                      |
| 1888                                     | 1890          | René Ogé               |           |                      |
| 1890                                     | 1900          | Louis Roncière         |           |                      |
| 1900                                     | 1900          | Elie Boursier          |           |                      |
| 1900                                     | 1908          | Alphonse Roncière      |           |                      |
| 1908                                     | 1915          | Armand Breton          |           |                      |
| 1915                                     | 1919          | Poste vacant           |           |                      |
| 1919                                     | 1939          | Gustave Dubreil        |           |                      |
| 1939                                     | 1971          | Lucien Opéron          |           |                      |
| 1971                                     | 1981          | Octave Girard          |           |                      |
| 1981                                     | 1983          | Raymond Rivière        |           |                      |
| 1983                                     | 1993          | Suzanne Girard         |           |                      |
| 1993                                     | 1997          | Gilbert Roncière       |           |                      |
| 1997                                     | 2014          | Michel Duru            |           |                      |
| 2014                                     | En cours      | Céline Auriau          | SE        | Secrétaire comptable |
| Les données manquantes sont à compléter. |               |                        |           |                      |

## Démographie
L'évolution du nombre d'habitants est connue à travers les recensements de la population effectués dans la commune depuis 1793. Pour les communes de moins de 10 000 habitants, une enquête de recensement portant sur toute la population est réalisée tous les cinq ans, les populations de référence des années intermédiaires étant quant à elles estimées par interpolation ou extrapolation. Pour la commune, le premier recensement exhaustif entrant dans le cadre du nouveau dispositif a été réalisé en 2007.
En 2022, la commune comptait 171 habitants, en évolution de +8,23 % par rapport à 2016 (Sarthe : −0,25 %, France hors Mayotte : +2,11 %).
| 1793 | 1800 | 1806  | 1821 | 1831 | 1836 | 1841 | 1846  | 1851 |
| ---- | ---- | ----- | ---- | ---- | ---- | ---- | ----- | ---- |
| 830  | 907  | 1 005 | 984  | 950  | 952  | 962  | 1 006 | 981  |

| 1856 | 1861 | 1866 | 1872 | 1876 | 1881 | 1886 | 1891 | 1896 |
| ---- | ---- | ---- | ---- | ---- | ---- | ---- | ---- | ---- |
| 938  | 740  | 735  | 658  | 697  | 653  | 611  | 628  | 595  |

| 1901 | 1906 | 1911 | 1921 | 1926 | 1931 | 1936 | 1946 | 1954 |
| ---- | ---- | ---- | ---- | ---- | ---- | ---- | ---- | ---- |
| 558  | 576  | 572  | 513  | 460  | 464  | 458  | 438  | 427  |

| 1962 | 1968 | 1975 | 1982 | 1990 | 1999 | 2006 | 2007 | 2012 |
| ---- | ---- | ---- | ---- | ---- | ---- | ---- | ---- | ---- |
| 401  | 358  | 304  | 247  | 198  | 195  | 184  | 182  | 162  |

| 2017 | 2022 | - | - | - | - | - | - | - |
| ---- | ---- | - | - | - | - | - | - | - |
| 159  | 171  | - | - | - | - | - | - | - |

## Économie
La commune de Saint-Georges-de-la-Couée n’accueille aucune industrie. L’économie locale repose essentiellement sur une dizaine d’entreprises qui pratiquent l’agriculture et l’élevage de vaches laitières, vaches à viande, cochons et chèvres. Quelques activités artisanales (fabrication et la vente de fromages de chèvre, maréchal-ferrant, coiffeuse à domicile, entretien et réparation de véhicules) et deux PME (élagage et maçonnerie) participent également à l’économie de la commune. 

## Lieux et monuments

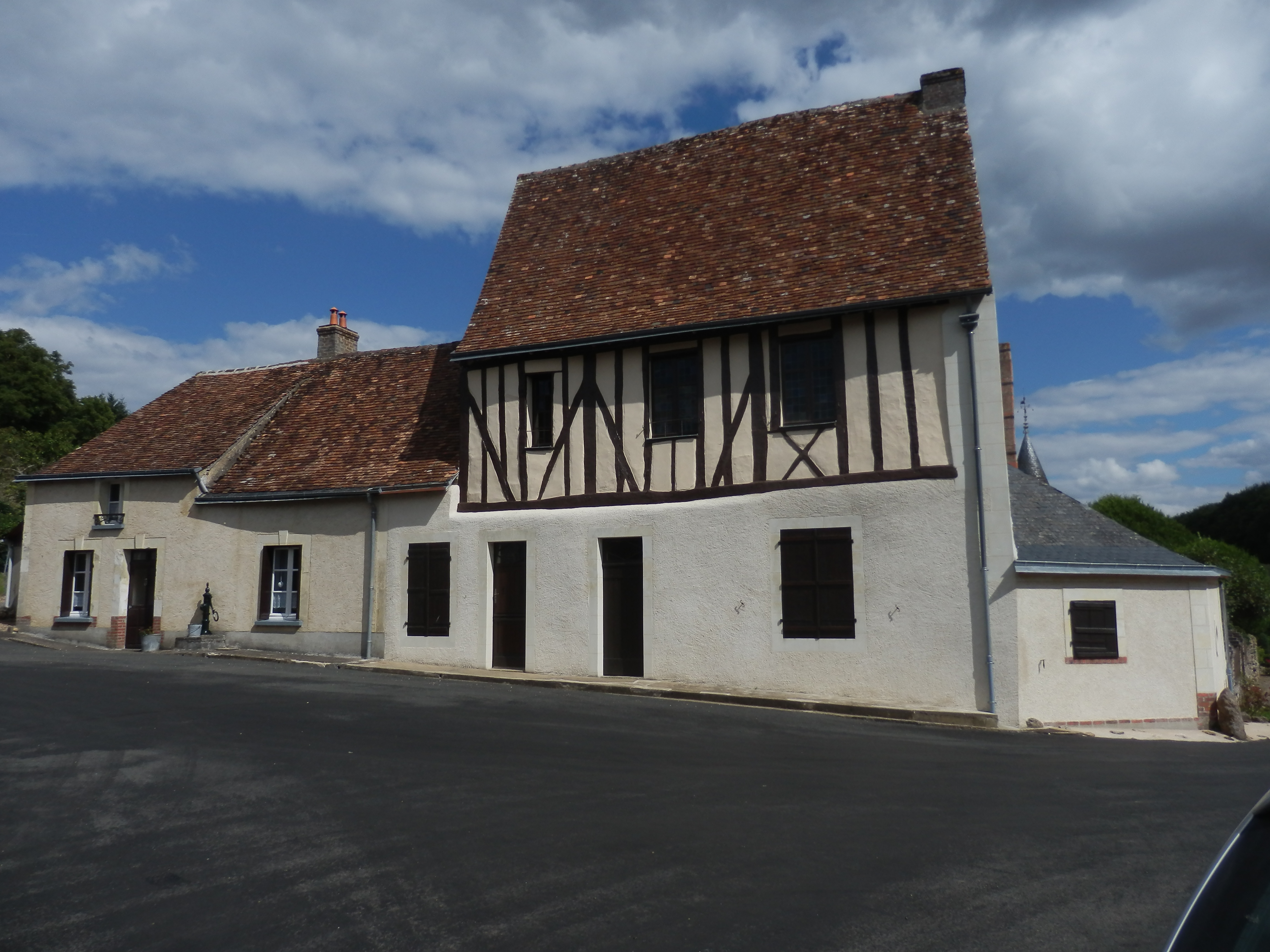
Maison à Saint-Fraimbault.
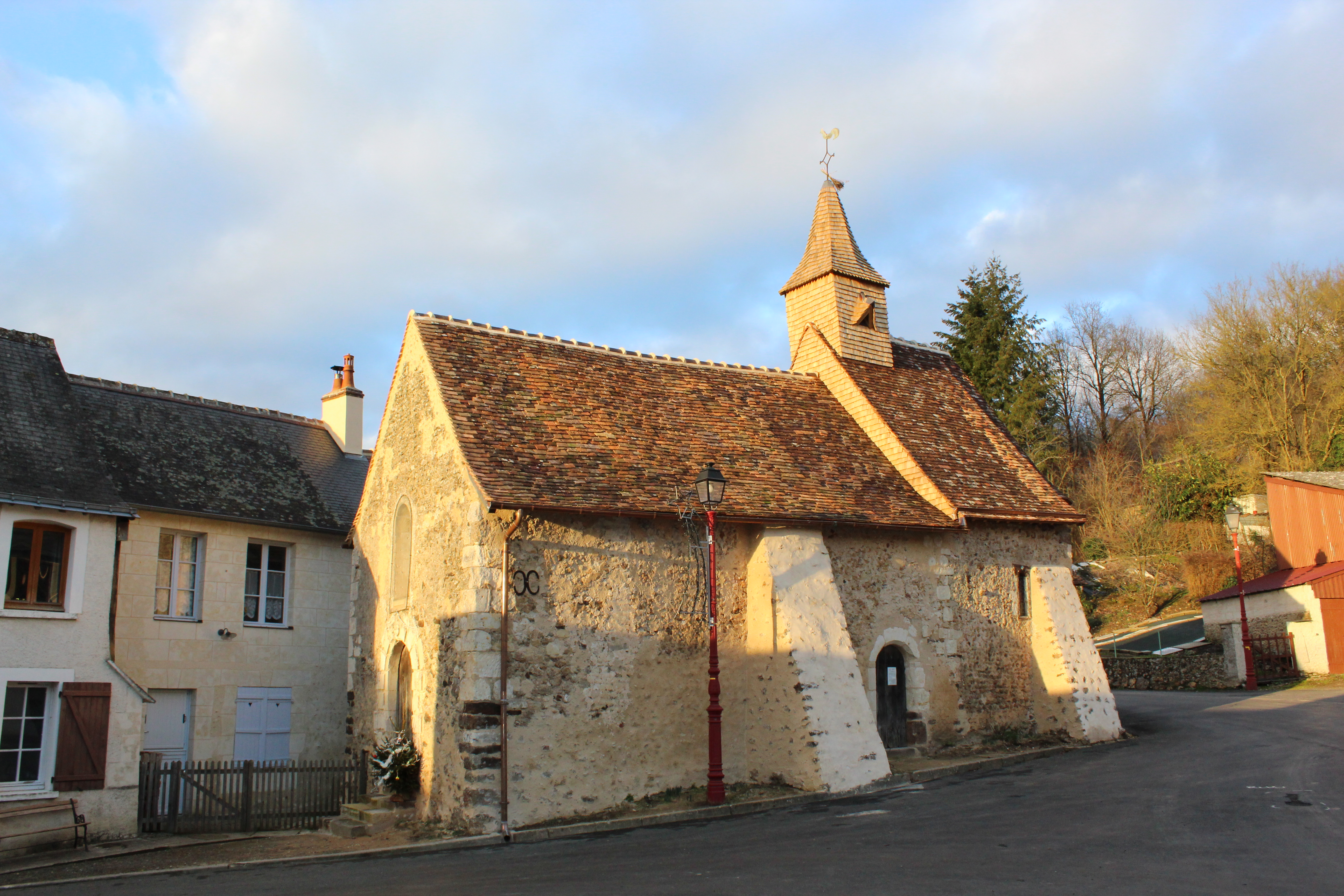
La chapelle Saint-Fraimbault.
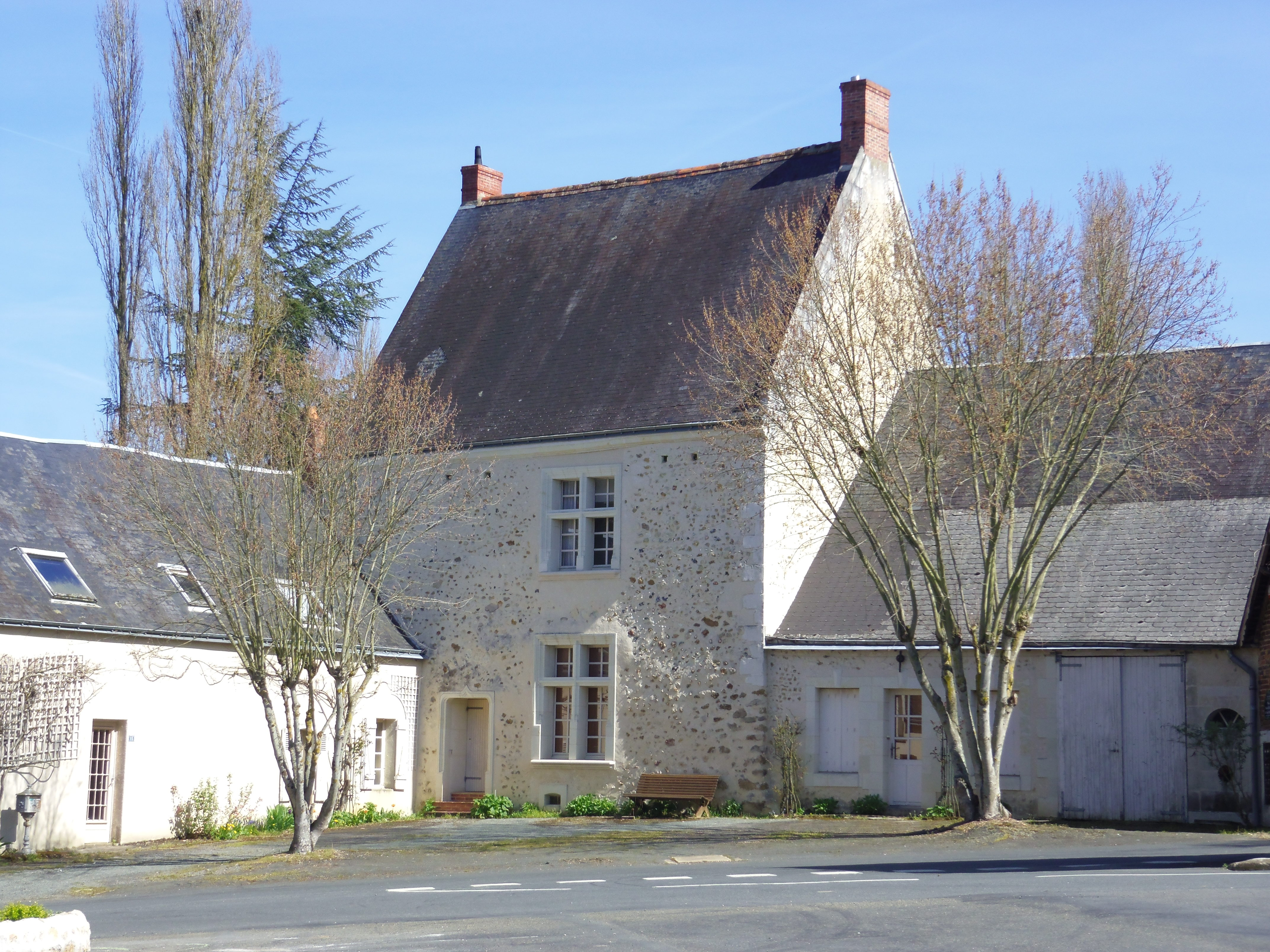
La maison seigneuriale.
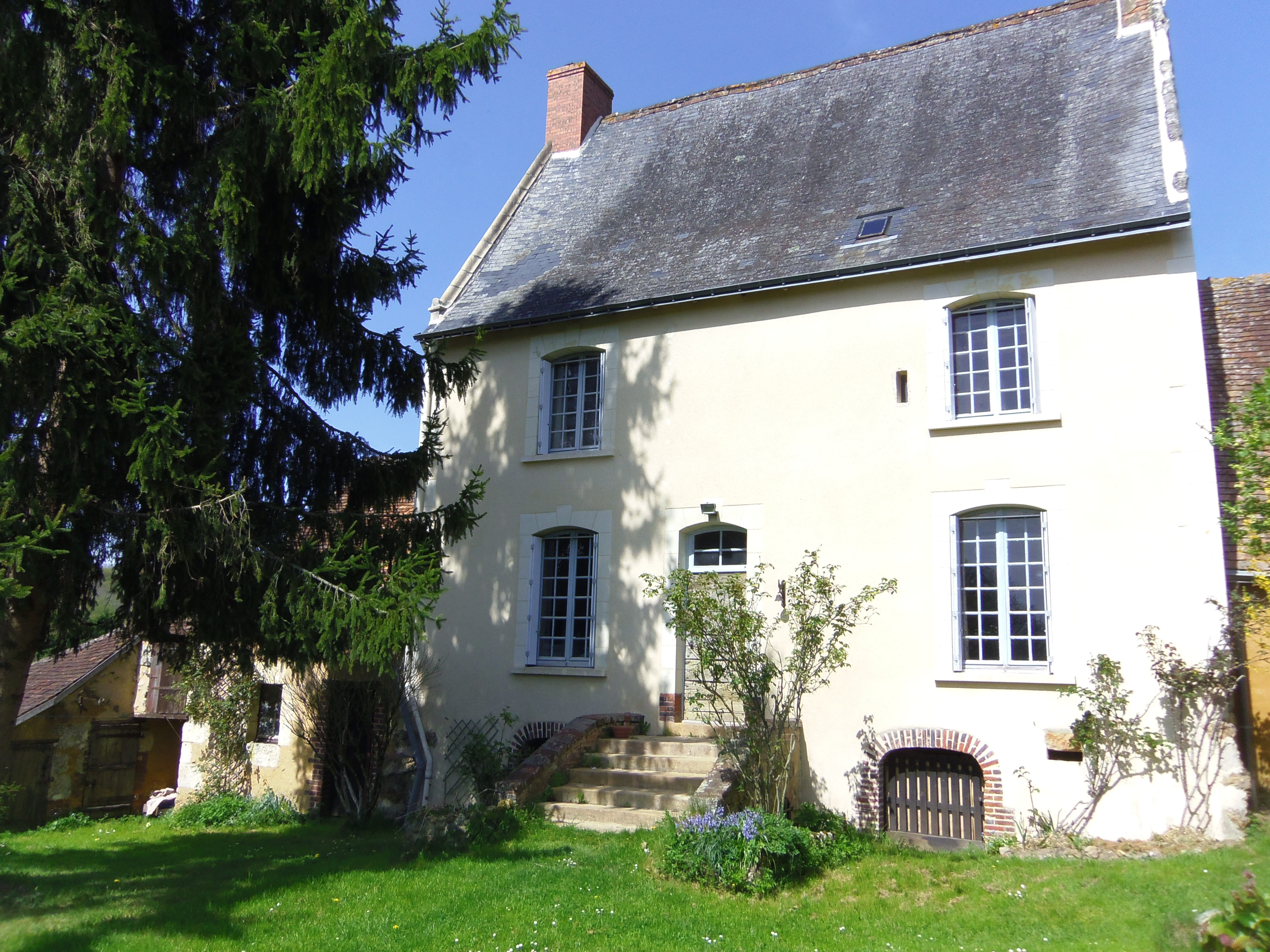
Le manoir de la Davilière.

- Église Saint-Georges : église romane des Xe – XIIe siècles, agrandie au XVIe siècle par l’adjonction d’une chapelle à double travée de style Renaissance. Renferme des chapiteaux sculptés, dont un du Xe, (chapiteau de gauche : trois pains = Marie l'Égyptienne), une Vierge à l’enfant en bois des XIIIe – XIVe siècles et un ensemble en terre cuite de saint Georges terrassant le dragon de 1597 réalisé par les ateliers Dyonise du Mans. On trouve dans cette église les armoiries de la famille Clermont Gallerande, les armes des seigneurs de Saint-Georges et celles de la famille des Clermont d’Amboise. Cette église est classée monument historique depuis 1968 et a été sauvée de la ruine grâce à des travaux d’importance réalisés entre 1972 et 1980 sous l’égide des Bâtiments de France. Visite guidée sur demande.
- Logis seigneurial : manoir du XVe siècle. Maison des Clermont, seigneurs de Saint-Georges, qui était composée de deux pièces avec cheminée au rez-de-chaussée, une cuisine et une salle basse, et deux chambres avec cheminée au premier étage avec un cabinet et une garde-robe. À côté se situaient une boulangerie avec un four banal et une écurie. Propriété privée, ne se visite pas.
- Moulin seigneurial : édifice du XIVe – XVe siècle. Moulin banal des seigneurs de Saint-Georges qui comprend le bâtiment accueillant la meule et une maison d’habitation, le tout en pierre de tuffeau. À côté de ce moulin était localisé le colombier seigneurial aujourd’hui disparu. Modernisé au début du XXe siècle par la mise en place d’une turbine, en remplacement de l’antique roue à aubes, et le rehaussement de sa structure, le moulin cessa son activité à la fin des années 1970. Propriété privée, ne se visite pas.
- Manoir de la Davilière : dit la Grande Maison, fin du XIVe - début du XVe siècle. Probablement l’ancien manoir seigneurial des Clermont Gallerande avant la construction du nouveau logis au centre du village. Ce manoir resta dans le domaine des seigneurs de Saint-Georges et servait d’hôtel de justice au XVIIIe siècle. Une fontaine d’eau vive, qui alimente le lavoir municipal construit en 1901, est située en contrebas de l’habitation. Dans la ferme attenante au manoir fut retrouvé au XIXe siècle enfoui sous terre un trésor de plus de 13 000 médailles datant des empereurs gaulois du IIIe siècle. Propriété privée, ne se visite pas.
- La Boirie : probablement la première maison seigneuriale habitée avant le milieu du XIVe siècle par la famille de Boirot. Les fondations sont particulièrement anciennes, mais le bâtiment principal daterait de la fin du XVIe siècle. Fin XVIIIe – début XIXe siècle, un pavillon a été ajouté au bâtiment. Ancienne métairie des seigneurs de Saint-Georges où étaient pressés le vin et le cidre. Entièrement restauré au début du XXIe siècle. Propriété privée, ne se visite pas.
- Chapelle Saint-Fraimbault : du XIe siècle, partiellement reconstruite au XVIIe siècle. Renferme des peintures murales des XVe et XVIe siècles et une statue en terre cuite de saint Fraimbault du début du XVIIe. On peut voir dans l’abside l’emplacement d’un sarcophage mérovingien qui, selon la tradition locale, aurait accueilli le corps du saint ermite. Blason de la famille de Maillé, seigneurs de Ruillé-sur-Loir, au-dessus du porche d’entrée. Visite guidée sur demande.
- Lavoirs : la commune recèle de nombreux lavoirs, dont une partie sur des propriétés privées. Le lavoir public en haut du bourg, qui date de 1901, et celui de la Fontaine-Marie à Saint-Fraimbault sont alimentés par des fontaines d’eau vive.